# Стилс, Кристофер
Кристофер Стилз (Крис Стилз) (род. 19 апреля 1974, Боулдер, США) — американский и французский певец.

## Биография
Крис родился в семье американского рок-музыканта Стивена Стиллза (Stephen Stills) и французский певицы и автора песен — Вероник Сансон (Véronique Sanson). Музыкант от природы, он с самых малых лет начинает проявлять интерес к музыке, петь и играть на различных музыкальных инструментах.
Когда Крис был ещё совсем маленьким, его мать усиленно учила сына игре на пианино, несмотря на то, что сам мальчик проявлял любовь к ударным. В 12 лет Крис взял в руки гитару — инструмент, перевернувший его жизнь. Однажды, когда мальчик отправился в турне с группой отца (Crosby, Stills, Nash & Young), один из гитаристов группы дал ему в руки запасную гитару и показал пару простых аккордов и песен. Он влюбился в этот инструмент раз и навсегда.
В 13 лет Крис с матерью переехал во Францию, в Париж (его родители развелись в 1978, когда мальчику было всего 4 года). Там он поступил в знаменитую Американскую Школу В Париже (American School of Paris). В 16 лет Крис написал свою первую песню — If I Were a Mountain. По окончании средней школы в 1993, Кристофер вернулся в США, чтобы работать со своим отцом. Он жил в Нью-Йорке несколько лет, где создал свою группу совместно с Адамом Коэном (Adam Cohen), сыном певца и автора песен Леонарда Коэна.  Крис заключил контракт с Atlantic Records (лейблом группы своего отца) и 12 января 1998 года Крис Стилз выпустил свой первый сольный альбом — «100 Year Thing».
Выросший на музыке Buffalo Springfield, CSN, the Rolling Stones, Jimi Hendrix, Led Zeppelin и The Police, Крис также отмечает влияние на его творчество обоих родителей (особенно фолк-рока отца). На создание «100 Year Thing» его вдохновили фолк, рок и блюз 60-х годов. Впоследствии Крис интересовался музыкой The Jayhawks и альтернативного кантри-певца Ryan Adams.
Второй альбом музыканта, увидевший свет в октябре 2005, назывался очень просто — Chris Stills. На этот раз Кристофер работал с V2 Records, и альбом вышел именно под этим лейблом. Уже в мае 2006 года альбом заполонил полки магазинов в США и Канаде. В это время началось европейское турне музыканта в поддержку альбома. Позже выйдет EP When the Pain Dies Down: Live in Paris.
В начале августа 2007 года Крис отправился в небольшое турне с Мэнди Мур (Mandy Moore). Он выступал на разогреве более чем в 15 её шоу в США и Канаде.
В 2009 году Крис прошёл кастинг на роль Юлия Цезаря в мюзикле «Клеопатра. Последняя царица Египта» (Cléopâtre, la dernière reine d’Egypte). С труппой мюзикла он отправился в грандиозное турне по всей Франции. Позднее вышли концепт-альбом и DVD мюзикла, в записи которых Крис принял участие. Последние представления «Клеопатры» состоялись в январе 2010 года в Париже.